# (15049) 1998 XA90
A (15049) 1998 XA90 a Naprendszer kisbolygóövében található aszteroida. A LINEAR projekt keretében fedezték fel 1998. december 15-én.